# Omak
Omak is een plaats (city) in de Amerikaanse staat Washington, en valt bestuurlijk gezien onder Okanogan County.

## Demografie
Bij de volkstelling in 2000 werd het aantal inwoners vastgesteld op 4721.
In 2006 is het aantal inwoners door het United States Census Bureau geschat op 4751, een stijging van 30 (0.6%).

## Geografie
Volgens het United States Census Bureau beslaat de plaats een oppervlakte van
7,6 km², waarvan 7,4 km² land en 0,2 km² water. Omak ligt op ongeveer 257 m boven zeeniveau.

## Plaatsen in de nabije omgeving
De onderstaande figuur toont nabijgelegen plaatsen in een straal van 36 km rond Omak.

## Geboren
- Sadie Bjornsen (21 november 1989), langlaufster